# Pachydactylus serval
Espèce
Synonymes
- Pachydactylus montanus onsceepensis Hewitt, 1935

Pachydactylus serval est une espèce de geckos de la famille des Gekkonidae.

## Répartition
Cette espèce se rencontre en Afrique du Sud et en Namibie.

## Liste des sous-espèces
Selon The Reptile Database (28 janvier 2014) :
- Pachydactylus serval onsceepensis Hewitt, 1935
- Pachydactylus serval serval Werner, 1910

## Taxinomie
Les sous-espèces Pachydactylus serval purcelli et Pachydactylus serval montanus ont été élevées au rang d'espèce.

## Publications originales
- Hewitt, 1935 : Some new forms of batrachians and reptiles from South Africa. Records of the Albany Museum, vol. 4, p. 283-357.
- Werner, 1910 : Reptilia et Amphibia. Denkschriften, Medicinisch-naturwissenschaftliche Gesellschaft zu Jena, vol. 16, p. 279-370 (texte intégral).